# Tragédia a West-Balkán szórakozóhelyen

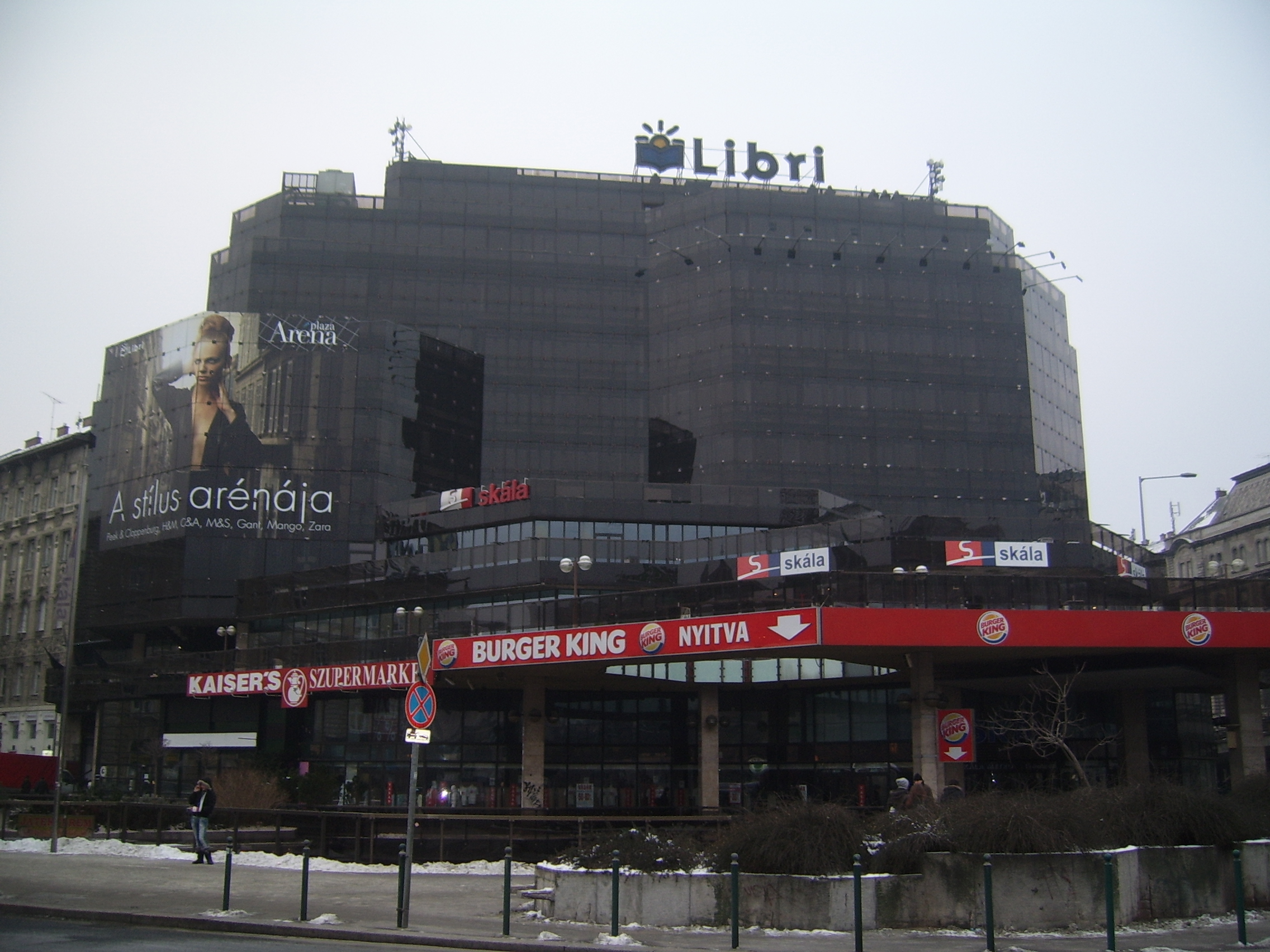
Az egykori Skála Metró épülete 2011-ben

2011. január 15-én, szombaton este a budapesti Nyugati téren lévő West-Balkán szórakozóhelyen, az egykori Skála Metró épületében két lány és egy fiatal nő halt meg, 14-en pedig megsérültek. Az áldozatok 17 és 24 év közöttiek voltak. A két lány a II. kerületi Móricz Zsigmond Gimnáziumba járt, a 24 éves fiatal nő pedig Gyömrőn lakott. A szórakozóhelyre közel 3000 embert engedtek be, és a három áldozat nem élte túl a hatalmas tömeg által kifejtett fizikai nyomást. A boncolás szerint fulladás volt a haláluk oka. Rövid ideig volt egy elmélet a tragédiáról, miszerint késelés történt, de a rendőrség kezdettől fogva cáfolta ezt.

## Büntetőeljárás
A politika és a média páratlan figyelmével kísért eljárásban (az ügyben a miniszterelnök és a belügyminiszter is megszólalt) a rendőrség rekordidő, mindössze 9 napi nyomozás után 8 embert gyanúsított meg. Az ügyészség 4 személlyel szemben alaptalannak minősítette a gyanúsítást, és velük szemben megszüntette az eljárást. A halálos tömegszerencsétlenséget okozó, foglalkozás körében elkövetett gondatlan veszélyeztetés vétségének vádjával már csak 4 ember állt 2011. november 8-án bíróság elé: Szalontay Győző, a West Balkán Kft. egyik ügyvezetője, Kecskés Tamás, a „Noise Night Life”-bulik főszervezője, Csanádi József Imre, a DieselMusic 2010 Kft. nevében eljáró rendezvényszervező, valamint Hranek István Ferenc, a biztonságért felelős cég illetékes biztonsági főnöke. Az ügyészség szerint lényegében egyet sem tartottak be a tevékenységükre vonatkozó jogszabályok és előírások közül. A vádindítvány szerint akár nyolc év fogházban letöltendő büntetést is kaphatnak.
A tárgyalás során kiderült, hogy Szalontay Győző elsőrendű vádlottat, a West-Balkán üzemeltetőjét Csanádi József Imre 3. rendű vádlott megtévesztette, amikor a bérleti szerződés aláírásakor jogosulatlanul használta a DieselMusic 2010 Kft. bélyegzőjét, aláhamisította a cégvezető aláírását, és letagadta azt a tényt, hogy a tervezett esemény a „Noise Night Life” sorozat része lesz.
Csanádi József Imre állítása szerint a rendezvény főszervezője azonban nem ő, hanem a másodrendű terhelt, Kecskés Tamás volt. A „Noise Night Life” néven hirdetett, a 16+ korosztályt célba vevő rendezvények már korábban is botrányosak voltak. A tömeg kialakulásához hozzájárult, hogy a kapunyitás több mint 1 órás késéssel történt, a téren összegyűlt, részben ittas, drogok hatása alatt lévő fiatalok már dobálni, randalírozni kezdtek. Mint Csanádi József Imre elmondta, Szalontay Győző ezernyolcszáz főben határozta meg a rendezvény maximális létszámát, amit a szervezők figyelmen kívül hagytak.
A VI. kerületi önkormányzat tanúként meghallgatott osztályvezetője szerint a West-Balkán szórakozóhely az akkori szabályok szerint jogszerűen működött.
A médiában gyakran összekeveredett a Skála Metró épületének földszintjén működő kávézó, és az attól elkülönülten működő, az épület 3-4. emeletén lévő, már eleve rendezvényteremnek épült helyiség. A bíróság tanúként hallgatta meg a West-Balkán építész-tervezőjét, aki elmondta, hogy a jelenleg is érvényes előírások szerint diszkók esetében maximálisan 3 fő engedhető be egy négyzetméter alapterületre. Ennek alapján akár 5000 személy befogadására is alkalmas lenne a terem. Van viszont egy másik korlátozó feltétel, a kiüríthetőség. A rendezvényterem kiürítése négy belső lépcsőházon és a külső lépcsővel rendelkező teraszokon keresztül oldható meg, a kiürítési idő a létszámot kb. 1500 főre korlátozza.
A biztonsági szakértő szakvéleményét a bíróság nem fogadta el, és új szakértőt rendelt ki. Egy másik szakértő, a biztonsági őrök kamarájának elnöke szerint a szervezők a saját maguk alkotta szabályokat sem tartották be. Ez a szakértő azt is elmondta, hogy pánikkeltés esetén a tömeg viselkedése kiszámíthatatlan, és egy katasztrófát akár ezer biztonsági őr sem tud megakadályozni.
A tárgyalást a bírónő 2×3 tárgyalási nap után elnapolta, az 2012. február 14-én folytatódott.
Sem a rendőrség, sem az ügyészség nem vizsgált meg eddig kellő alapossággal néhány olyan gyanús körülményt, amelyek arra is utalhatnak, hogy a tragédiához vezető körülményeket esetleg megszervezték.
Ezek közül a legfontosabbak a következők:
Csanádi József Imre már korábban, 2010 decemberében is kibérelte rendezvény céljából a West-Balkánt. A „Normafa” rendezvényen Kecskés Tamás DJ-ként működött közre. Ez az esemény minden rendzavarás nélkül zajlott le. A január 15-ei tragédiához vezető bérleti szerződés aláírásakor Csanádi József Imre azt hangoztatta, hogy az mindenben meg fog egyezni a decemberi „Normafa” rendezvénnyel. Ekkor azonban már javában folyt a többezres „Noise Night Life” tinibuli szervezése.
A kapunyitás késett, és kezdetben a beléptetés is lassan történt. 10 óra tájban a beléptetést felgyorsították, ennek hatására a ruhatárhoz vezető lépcsőn összetorlódtak a türelmetlen emberek. A körülmények (véletlen vagy megtervezett) egybeesése, hogy ekkor kiáltott valaki késelést a 2 emeleti ruhatárnál, aminek hatására az ott lévő emberek a lépcsőn lefelé kezdtek menekülni, szemben a felfelé igyekvő tömeggel. A két irányból érkező emberáradat szembetalálkozása okozta a tragédiát.
Különös részlet, hogy a helyszíni szemlén több nagyméretű dinitrogén-oxidos palackot találtak. Az euforizáló hatása miatt kéjgázként ismert anyagot olcsó partidrogként használják. Mivel a West-Balkánban talált palackok nagyok, azokat csak előre készíthették valakik oda.
A vádlottak az eljárás során következetesen tagadták bűnösségüket. Az első fokú ítélet mind a négy vádlott esetében 2 év 8 hónap letöltendő fogházbüntetést szabott ki. A vádlottak felmentésért, az ügyész súlyosbításért fellebbezett az elsőfokú ítélet ellen.

### Ítéletek
| Vádlott | Vádlott                                                                     | Első fok Pesti Központi Kerületi Bíróság Szinessyné Bardócz Krisztina vezette tanácsa 2012. június 27. | Első fok Pesti Központi Kerületi Bíróság Szinessyné Bardócz Krisztina vezette tanácsa 2012. június 27. | Másodfok Fővárosi Törvényszék 2013. április 12. Felülvizsgálat: Kúria 2014. március 6.                 | Másodfok Fővárosi Törvényszék 2013. április 12. Felülvizsgálat: Kúria 2014. március 6.                                                                 |
| Rend    | Neve (foglalkozása)                                                         | Felrótt cselekmény                                                                                     | Ítélet                                                                                                 | Felrótt cselekmény                                                                                     | Ítélet |
| ------- | --------------------------------------------------------------------------- | --- | --- | --- | --- |
| 1.      | Szalontai Győző (a helyiséget bérbe adó West Balkán Kft. egyik ügyvezetője) | Halálos tömegszerencsétlenséget okozó foglalkozás körében elkövetett gondatlan veszélyeztetés vétsége. | 2 év 8 hónap fogházbüntetés, két évre eltiltották a rendezvényszervező tevékenységtől.                 | Halálos tömegszerencsétlenséget okozó foglalkozás körében elkövetett gondatlan veszélyeztetés vétsége. | 3 év 4 hónap fogházbüntetés, az ítélet felének végrehajtását 2 évre felfüggesztették. A Kúria elutasította az ítélet felülvizsgálatát kérő indítványt. |
| 2.      | Kecskés Tamás (rendezvényszervező)                                          | Halálos tömegszerencsétlenséget okozó foglalkozás körében elkövetett gondatlan veszélyeztetés vétsége. | 2 év 8 hónap fogházbüntetés, két évre eltiltották a rendezvényszervező tevékenységtől.                 | Halálos tömegszerencsétlenséget okozó foglalkozás körében elkövetett gondatlan veszélyeztetés vétsége. | 2 év 8 hónap fogházbüntetés, az ítélet felének végrehajtását 2 évre felfüggesztették. A Kúria elutasította az ítélet felülvizsgálatát kérő indítványt. |
| 3.      | Csanádi József Imre (rendezvényszervező)                                    | Halálos tömegszerencsétlenséget okozó foglalkozás körében elkövetett gondatlan veszélyeztetés vétsége. | 2 év 8 hónap fogházbüntetés, két évre eltiltották a rendezvényszervező tevékenységtől.                 | Halálos tömegszerencsétlenséget okozó foglalkozás körében elkövetett gondatlan veszélyeztetés vétsége. | 3 év 4 hónap fogházbüntetés, az ítélet felének végrehajtását 2 évre felfüggesztették.                                                                  |
| 4.      | Hranek István Ferenc (biztonsági őr, a biztonsági szolgálat főnöke)         | Halálos tömegszerencsétlenséget okozó foglalkozás körében elkövetett gondatlan veszélyeztetés vétsége. | 2 év 8 hónap fogházbüntetés, két évre eltiltották a biztonsági őr foglalkozás végzésétől.              | Halálos tömegszerencsétlenséget okozó foglalkozás körében elkövetett gondatlan veszélyeztetés vétsége. | 2 év 8 hónap fogházbüntetés, az ítélet felének végrehajtását 2 évre felfüggesztették.                                                                  |

## Polgári per
A három halálos áldozat családja közül kettőé polgári kártérítési pert indított a felelősök ellen. A csaknem egy évtizedig tartó perben 2024 januárjában, 13 évvel a tragédia után született ítélet: a Fővárosi Törvényszék összesen 110 millió forint kártérítést és 52,8 millió forint kamatot ítélt meg a hat felperesnek. Az alperesek (a volt elítéltek) addigra kiszabadultak a börtönből, és nem fellebbeztek az elsőfokú ítélet ellen, amely így jogerőre emelkedett.

## A tragédia utóélete
Többször volt már megemlékezés a három halálos áldozatról a Nyugati téren, az egyik ilyen megemlékezésre Orbán Viktor miniszterelnök is elment. A terézvárosi jegyző 2011. január 19-én szerdán 90 napra bezáratta a szórakozóhelyet, a szórakozóhely vezetése viszont a tragédiát követő hétvégén úgy döntött, hogy örökre bezár a West-Balkán. A hatóságok megígérték, hogy ezután gyakrabban és szigorúbban fogják ellenőrizni a szórakozóhelyeket.
2011. március 8-án jelent meg a Magyar Közlönyben a kormány 23/2011 sz. rendelete a zenés, táncos rendezvények működésének biztonságosabbá tételéről. Ezt követően rendezvényszervezők azonnal lobbizni kezdtek a szabályozás módosításáért, melynek eredményeként a megszigorított előírásokon a rendelet 2011. június 14-iki hatálybalépését követő néhány nap után már enyhítettek is.
Az elsőfokú ítélet indoklásában az is szerepelt, hogy a rendőrséget több fiatal is hívta telefonon a tragédia idején, de az ügyeletesek nem siettek a segítségükre, csak flegma válaszokat adtak, és elszabotálták az intézkedést. „Ne járjon buliba, akkor nem lesz tömeg!” – választ kapott az egyik telefonon segítséget kérő személy. Morvai Krisztina jobbikos európai parlamenti képviselő segítségnyújtás elmulasztása miatt feljelentést tett ismeretlen tettes ellen, és a rendőrségen is belső vizsgálat indult. A rendőrségi belső vizsgálat semmilyen mulasztást nem állapított meg. Az ügyészség azonban elrendelte a nyomozást, 2012 augusztusában pedig a Központi Nyomozó Főügyészség szolgálatban elkövetett kötelességszegés bűntettének gyanúja miatt eljárást indított rendőrök ellen.
Két áldozat családjának ügyvédje ismeretlen tettes ellen tett feljelentést, mert az önkormányzat és a tűzoltóság eltűrte a szórakozóhely szabálytalan működését.